# マリリン・マーティン
マリリン・マーティン（Marilyn Martin、1954年5月4日 - ）は、アメリカのシンガーソングライター。彼女は、1985年にフィル・コリンズとのデュエットによるヒット曲「セパレート・ライヴス」で最もよく知られている。これは彼女唯一のナンバーワンである。

## 略歴

### 生い立ち
マリリン・マーティンは1954年5月4日にテネシー州で生まれたが、ケンタッキー州ルイビルで育った。彼女は子供の頃、さまざまなジャンルの音楽に触れていた。父親はカントリーとブルーグラスのファンであり、母親はR&Bが好きで、祖母はゴスペルを歌っていた。18歳の頃にさまざまなバンドで歌い始め、最終的にオハイオ州アクロンのバンドに加わった。5年間をクラブ・ギグで過ごした後、バンドはスティーヴィー・ニックスとともにヘッドライナーを務めていたジョー・ウォルシュとツアーする機会を得た。ツアーには、マイケル・マクドナルド、ボズ・スキャッグス、ケニー・ロギンスも参加した。ツアーの後、マーティンはカリフォルニア州ロサンゼルスに移り、スティーヴィー・ニックス、ジョー・ウォルシュ、ドン・ヘンリー、トム・ペティ、ケニー・ロギンスなどのアーティストたちのバック・ボーカリストとして多忙を極めた。

### キャリア
マーティンは、ニックスのアルバム『ロック・ア・リトル』における彼女のバック・ボーカルを聴いて、マーティンにデモを依頼するほど感銘を受けた、当時のアトランティックでヘッドを務めていたダグ・モリスのお気に入りとなった。彼女は、1984年のジム・スタインマンによる映画『ストリート・オブ・ファイヤー』のサウンドトラックのために、ニックスの曲「Sorcerer」（ニックスがバック・ボーカルを歌った）の録音に参加した。モリスはマーティンと2枚のアルバムのレコーディング契約を結び、1985年の映画『ホワイトナイツ/白夜』のサウンドトラックの1曲である「セパレート・ライヴス」において、フィル・コリンズと彼女を結び付けた。この曲は、全米ナンバーワンのヒット曲となり、イギリスでもトップ5のヒットとなった。
マーティンのセルフタイトルのデビュー・アルバムは1986年1月にリリースされ、ビルボード200で72位に達し、シングル「ナイト・ムーヴス」はBillboard Hot 100で28位に達した。そのほかに2枚のシングル「ボディ・アンド・ザ・ビート」と「ムーヴ・クローサー」もアルバムからリリースされたが、どちらもチャート圏外となっている。セカンド・アルバム『シリアス』は1988年にリリースされ、そのリード・シングル「ポゼッシヴ・ラヴ」はマドンナとパトリック・レナードによって書かれ、プロデュースされた。シングル「Love Takes No Prisoners」もリリースされ、バラード「Quiet Desperation」がB面となった。同じ年、マーティンは映画『君がいた夏』で使用されたデュエット「And When She Danced」を録音した。
シングルもアルバムも商業的に成功せず、アトランティックは彼女をあきらめた。彼女は1990年代までバック・ボーカリストとしてのキャリアを続けることとなった。1993年にマーティンはナッシュビルへと移り、1994年にアトランティックからのカントリー・アルバム『Through His Eyes』をレコーディングした。アルバムはリリースされなかったが、マーティンの公式ウェブサイトから入手できる。
1997年、マーティンはデビッド・ハッセルホフとのデュエット「I Live for Love」を録音した。これは、彼のアルバム『Hooked on a Feeling』に収録されている。
2012年9月14日、マーティンはアルバム『Trust, Love, Pray』をリリースした。これは、キリスト教、賛美、礼拝のラジオ局で放送された「Every Way and Always」を含む、マーティンが書いた曲をフィーチャーしたクリスチャン・ミュージック・アルバムである。
マリリンは2016年10月にスティーヴィー・ニックスと再会し、24カラット・ゴールド・ツアーにてバック・ボーカルを歌い、ロリ・ニックスの代役を務めた。彼女はそのままスティーヴィー・ニックスとの仕事を続け、2019年にはフリートウッド・マックのバック・ボーカリストとしてツアーに帯同した。

## 私生活
マーティンは現在、ナッシュビルの不動産業者となっており、夫（ギタリスト、音楽プロデューサー、エンジニア）のグレッグ・ドロマンとその地で暮らしている。

## ディスコグラフィ

### スタジオ・アルバム
- 『マリリン・マーティン』 - Marilyn Martin (1986年)
- 『シリアス』 - This Is Serious (1988年)
- Trust, Love, Pray (2012年)

### 未発表アルバム
- Through His Eyes (1994年)

### シングル
- "Sorcerer" (1984年) ※映画『ストリート・オブ・ファイヤー』サウンドトラック収録
- 「セパレート・ライヴス（英語版）」 - "Separate Lives" (1985年) ※デュエット with フィル・コリンズ。全米1位
- 「ナイト・ムーヴス」 - "Night Moves" (1986年) ※全米28位
- 「ムーヴ・クローサー」 - "Move Closer" (1986年)
- 「ボディ・アンド・ザ・ビート」 - "Body and the Beat" (1986年)
- 「ポゼッシヴ・ラヴ」 - "Possessive Love" (1988年)
- "Love Takes No Prisoners" (1988年)
- "And When She Danced" (1988年) ※デュエット with デイヴィッド・フォスター (カナダ・チャート73位[9])
- "No Regrets"  (1992年) ※デュエット with シャルル・デュモン
- "Through His Eyes" (1994年)

### オムニバス・アルバム
- 『Every Little Thing Songs From L.A.』 - ELT Songs From L.A. (1999年) ※洋楽アーティストたちによるELTのカバー曲集。「たとえ遠く離れても」に参加